# Waimalu
Waimalu és una concentració de població designada pel cens dels Estats Units a l'estat de Hawaii. Segons el cens del 2000 tenia 29.371 habitants.

## Demografia
Segons el cens del 2000, Waimalu tenia 29.371 habitants, 10.524 habitatges, i 7.518 famílies La densitat de població era de 1919,74 habitants per km².
Dels 10.524 habitatges en un 29,2% hi vivien nens de menys de 18 anys, en un 55,9% hi vivien parelles casades, en un 11,1% dones solteres, i en un 28,6% no eren unitats familiars. En el 21,0% dels habitatges hi vivien persones soles el 3,4% de les quals corresponia a persones de 65 anys o més que vivien soles. El nombre mitjà de persones vivint en cada habitatge era de 2,78 i el nombre mitjà de persones que vivien en cada família era de 3,26.
Per edats la població es repartia de la següent manera: un 21,4% tenia menys de 18 anys, un 9,7% entre 18 i 24, un 31,4% entre 25 i 44, un 27,4% de 45 a 64 i un 10,1% 65 anys o més.
L'edat mediana era de 37,8 anys. Per cada 100 dones hi havia 102,56 homes. Per cada 100 dones de 18 o més anys hi havia 102,72 homes.
La renda mediana per habitatge era de 61.210 $ i la renda mediana per família de 70.740 $. Els homes tenien una renda mediana de 40.949 $ mentre que les dones 32.090 $. La renda per capita de la població era de 25.913 $. Aproximadament el 4,1% de les famílies i el 5,9% de la població estaven per davall del llindar de pobresa.

## Poblacions més properes
El següent diagrama mostra les poblacions més properes.